# La Blanqueada
La Blanqueada és un barri (barrio) del sud-est de Montevideo, Uruguai.

## Ubicació
Es troba al centre-sud del departament de Montevideo. La Blanqueada limita al sud amb P. Batlle-Villa Dolores. Al sud-oest s'ubica el barri de Tres Cruces; al nord-oest es connecta amb Larrañaga, mentre que al nord-est continua Unión.

## Història
Aquest barri és d'importància històrica per al país. José Gervasio Artigas, líder dels orientals, va lliurar un discurs en aquesta zona l'any 1811 a la coneguda com Quinta de la Paraguaya.
El 1930 es va celebrar el primer partit de futbol entre Bèlgica i els Estats Units, durant la primera copa del món. El torneig va tenir lloc a l'Estadi Parque Central.